# 廣悅堂基悅小學
廣悅堂基悅小學（英語：Kwong Yuet Tong Excel Foundation Primary School）前身為廣悅堂魯班學校（英語：Kwong Yuet Tong Lo Pan Primary School），位於香港南區薄扶林華富邨華林徑3號，是一所由廣悅堂營辦的政府津貼小學，於1968年至2008年期間提供小學教育服務，為一所全日制男女校。該小學停辦後，其建築物被香港政府收回。現校舍為香港大學專業進修學院機構附屬明德學院。

## 校政管理
歷任校監
- 余松 先生[7]
- 勞志強 先生[8]

歷任校長
- 霍雅妍 女士（魯班廟廣悅堂義學夜校）[9]
- 鄭永恩 先生[8]
- 劉美群 女士[4]

## 歷史
辦學機構廣悅堂於戰後，即1949年在灣仔設立義學，當時為一所夜校，名為魯班廟廣悅堂義學夜校。及至1960年代學童數目日漸增加，廣悅堂董事計劃籌建新校舍。於是推舉時任廣悅堂董事局主席司徒古向政府申請撥地，結果於1967年獲批港島南區華富邨一幅佔地2萬餘方呎的地皮開展建校工程。當時政府津貼部分建築經費，董事局聘用則師司徒惠負責設計樓高5層新校。最後建校工程後於1968年竣工，定名廣悅堂魯班學校。
廣悅堂魯班學校原設有上午班和下午班，後於1993年改為全日制，但後來因為社區人口老化收生不足，學校於2008年停辦。廣悅堂基悅小學於2008年停辦後，校舍於2009年由香港政府分配予香港大學專業進修學院。張永霖曾於華富邨居住，雖然沒有就讀於該校，張表示「小學正在老家樓下，每次來到勾起不少回憶！」

## 著名/傑出校友
- 周華健：香港流行曲歌手（1968年小三起[15]）[16][17]。
- 吳良榮：香港男演員（1975年下午校畢業）[註 1]
- 韋家雄：香港男演員（曾就讀下午校）[註 2]
- 韋家輝：香港電視、電影製作人（下午校畢業）[註 2]
- 阮小儀：香港女藝人[18]
- 黎達榮：香港跨媒體創作人[19]
- 寇鴻萍：前香港女藝人、1982年度香港小姐季軍[15]

## 著名教師
- 蘇凌峰：首任訓導主任暨中文科、視藝科及體育科教師，1974年離任，並先後在佳藝電視、無綫新聞及OMNI NEWS出任新聞主播，2012年退休。